# Walter Lowrie
Walter Lowrie (10. december 1784 i Edinburgh, Skotland – 14. december 1868 i New York, USA) var en skotsk-amerikansk bonde, lærer og politiker. Han repræsentere delstaten Pennsylvania i USA’s senat 1819-1825.
Lowrie indvandrede i 1791 til USA med sine forældre. Han arbejdede først som lærer, siden som bonde og landmåler. I 1819 blev han valgt ind i senatet for det Demokratisk-republikanske parti. Efter en periode i senatet efterfulgtes Lowrie af William Marks. Lowrie fortsatte elleve år med arbejdet som Secretary of the Senate. I 1836 flyttede han til New York, og arbejdede i missionsbestyrelse for den presbyterianske kirke, hvilke han fortsatte med indtil sin død.
Tre af hans sønner, John Cameron, Walter Macon, og Reuben, var fremtrædende som missionærer i Indien og Kina. En nevø, Walter H. Lowrie, tjente senere som højesteretsdommer i Pennsylvania.
Lowrie døde i New York i 1868 og er begravet i den presbyterianske kirke på Manhattan.
1. ↑  Navnet er anført på engelsk og stammer fra Wikidata hvor navnet endnu ikke findes på dansk.